# Горбач Віталій Андрійович
Віталій Андрійович Горбач (нар. 20 вересня 1946) — радянський футболіст, захисник та нападник.

## Життєпис
Віталій Горбач народився 20 вересня 1946 року. Футбольну кар'єру розпочав у 1965 році в складі друголігового клубу «Ніструл» (Бендери), в складі якого в національному чемпіонаті зіграв 31 матч (6 голів), ще 2 поєдинки (1 гол) провів у кубку СРСР. У 1966 році перейшов до СКА (Одеса), яке на той час виступало у Вищій лізі чемпіонату СРСР. Дебютував за одеських армійців 20 квітня 1966 року в програному (0:2) домашньому поєдинку 2-го туру 1-ї групи класу «А» проти СКА з Ростову-на-Дону. Віталій вийшов на поле на 49-й хвилині, замінивши В'ячеслава Спиридонова. За підсумками сезону 1966 року одесити вилетіли до Першої ліги, Але Горбач залишився в команді (до 1968 року). Протягом свого перебування в складі одеського СКА в чемпіонатах СРСР зіграв 49 матчів та відзначився 1 голом, ще 1 поєдинок провів у кубку СРСР. У 1968 році перейшов до житомирського «Автомобіліста», в складі якого виступав до 1976 року. За цей час у чемпіонатах СРСР зіграв 301 матч та відзначився 2 голами, ще 10 поєдинків провів у кубку СРСР. У 1976 році завершив кар'єру футболіста.  